# Charmide (personnage historique)
Pour le dialogue de Platon, voir Charmide.
Charmide, élève de Socrate (Ve siècle av. J.-C.), fils de Glaucon, est l’oncle du philosophe grec Platon, qui le dépeint comme le jeune homme le plus beau et le plus sage de sa génération, suscitant l’admiration amoureuse des jeunes comme des vieux : il trouble notamment Socrate. Aimé et protégé par son cousin Critias, qui se fait son tuteur puis lui confie la préfecture du Pirée, il finit par mourir avec lui lors de la bataille de Munychie qui mit fin à la tyrannie des Trente Tyrans, dont il faisait partie. Diogène Laërce rapporte à l'article de Socrate que Charmide lui offrit des esclaves, mais que son maître les refusa. Il est mentionné dans quelques dialogues de Platon : le Protagoras, l’Axiochos, Le Banquet, Théagès et le dialogue éponyme Charmide. Il est également l’un des interlocuteurs du Banquet et des Mémorables (III.7) de Xénophon, son condisciple.